# Tanja Vreden
Tanja Vreden (* 10. Februar 1977 in Hamburg) ist eine deutsche Fußballspielerin.

## Karriere

### Vereine
Vreden gelangte 1995 über den Mümmelmannsberger SV, der Hamburger Turnerschaft von 1816 und dem Ochsenwerder Moorfleet zum Hamburger SV. Hier entwickelte sich die Sanitätssoldatin der Bundeswehr zur Stammspielerin und Leistungsträgerin. In der Bundesliga-Saison 2003/04 erzielte sie in 20 Punktspielen 17 Tore und nahm den vierten Platz in der Torschützenliste ein. 2005/06 erzielte sie nochmals 17 Tore und nahm den fünften Platz in der Torschützenliste ein. Am 11. September 2005 (4. Spieltag) erzielte sie beim 5:0-Sieg im Heimspiel gegen den  SC Freiburg innerhalb von 18 Minuten einen lupenreinen Hattrick. Im DFB-Hallenpokal-Wettbewerb 2007 unterlag sie mit ihrer Mannschaft dem  1. FFC Frankfurt im Finale mit 1:2, wobei sie ihre Mannschaft mit 1:0 in Führung geschossen hatte.

### Nationalmannschaft
Vreden bestritt von 1998 bis 1999 sechs Länderspiele für die A-Nationalmannschaft und krönte ihr Debüt am 28. Mai 1998 in Dresden beim 8:0-Sieg im Testspiel gegen die Nationalmannschaft Neuseelands sogleich mit ihrem ersten und einzigen Länderspieltor, dem Treffer zum 1:0 in der neunten Minute. Ihren letzten Einsatz als Nationalspielerin hatte sie am 28. März 1999 in Hamburg beim 4:1-Sieg im Testspiel gegen die Nationalmannschaft Chinas. Kurze Zeit später wurde sie per brieflicher Mitteilung aus dem DFB-Kader gestrichen, womit sie auch ihren Platz in der Sportförderkompanie der Bundeswehr verlor. Noch 2003 erklärte sie daher: „zu Bundestrainerin Tina Theune-Meyer gehe ich nie wieder.“